# Man on the Moon: The End of Day
Man on the Moon: The End of Day ist das Debütalbum des US-Künstlers Kid Cudi. Es erschien am 15. September 2009.

## Entstehung
Kid Cudis erste Single Day ’N’ Nite aus dem Jahr 2008, produziert von Dot Da Genius, war ein direkter Hit. Sie hatte sich schnell im Internet verbreitet, erschien im Juli auf dem Mixtape A Kid Named Cudi, und stieg 2009 bis auf Platz 3 der US-Charts, was Cudi einige Aufmerksamkeit und größere Bekanntheit bescherte. Rapper Kanye West war auf den Newcomer aufmerksam geworden und nahm ihn für sein Label G.O.O.D. Music unter Vertrag. Cudi wirkte daraufhin zunächst bei Wests Album 808s & Heartbreak mit, bevor ihm schließlich sein eigenes Erstalbum in Aussicht stand.

## Titelliste
| Nr. | Titel                                                   | Autor(en) | Länge |
| --- | ------------------------------------------------------- | --- | ----- |
| 1.  | In My Dreams (Cudder Anthem)                            | Kid Cudi, Emile Haynie | 3:19  |
| 2.  | Soundtrack 2 My Life                                    | Kid Cudi | 3:56  |
| 3.  | Simple As…                                              | Kid Cudi, Plain Pat, Andy McCluskey, Paul Humphreys | 2:31  |
| 4.  | Solo Dolo (Nightmare)                                   | Kid Cudi, Thomas Brenneck, Dave Guy, Leon Michels | 4:26  |
| 5.  | Heart Of A Lion (Kid Cudi Theme Music)                  | Kid Cudi, Jean Baptiste, Michael McHenry | 4:21  |
| 6.  | My World (feat. Billy Craven)                           | Kid Cudi, Plain Pat, Jeff Bhasker, Claude Puterflam, Christian Padovan, Gerard Kawczynski | 4:03  |
| 7.  | Day ’N’ Nite (Nightmare)                                | Kid Cudi, Dot Da Genius | 3:41  |
| 8.  | Sky Might Fall                                          | Kid Cudi, Kanye West | 3:41  |
| 9.  | Enter Galactic (Love Connection Part 1)                 | Kid Cudi, Matt Friedman | 4:20  |
| 10. | Alive (Nightmare) (feat. Ratatat)                       | Kid Cudi, Evan Mast, Mike Stroud | 4:07  |
| 11. | Cudi Zone                                               | Kid Cudi, Emile Haynie | 4:19  |
| 12. | Make Her Say (feat. Kanye West & Common)                | Kid Cudi, Kanye West, Common, Lady Gaga, RedOne, T-Pain, Nathan Walker, Breyon Prescott, Christopher Henderson, Brandon Melancon, James T. Brown, John Conte Jr., The-Dream, Tricky Stewart, Jamie Foxx | 3:36  |
| 13. | Pursuit Of Happiness (Nightmare) (feat. MGMT & Ratatat) | Kid Cudi, Evan Mast, Mike Stroud | 4:55  |
| 14. | Hyyerr (feat. Chip Tha Ripper)                          | Kid Cudi, Crada, Chip Tha Ripper, Kenny Gamble, Leon Huff | 3:32  |
| 15. | Up Up & Away                                            | Kid Cudi, Jean Baptiste, Michael McHenry, Alain Whyte | 3:47  |

## Kommerzieller Erfolg

### Chartplatzierungen
| ChartsChartplatzierungen       | Höchstplatzierung | Wochen |
| ------------------------------ | ----------------- | ------ |
| Deutschland (GfK)              | 90 (1 Wo.)        | 1      |
| Schweiz (IFPI)                 | 56 (2 Wo.)        | 2      |
| Vereinigte Staaten (Billboard) | 4 (297 Wo.)       | 297    |

| ChartsJahrescharts (2009)      | Platzierung |
| ------------------------------ | ----------- |
| Vereinigte Staaten (Billboard) | 157         |

| ChartsJahrescharts (2010)      | Platzierung |
| ------------------------------ | ----------- |
| Vereinigte Staaten (Billboard) | 127         |

| ChartsJahrescharts (2020)      | Platzierung |
| ------------------------------ | ----------- |
| Vereinigte Staaten (Billboard) | 186         |

| ChartsJahrescharts (2021)      | Platzierung |
| ------------------------------ | ----------- |
| Vereinigte Staaten (Billboard) | 106         |

| ChartsJahrescharts (2022)      | Platzierung |
| ------------------------------ | ----------- |
| Vereinigte Staaten (Billboard) | 90          |

| ChartsJahrescharts (2023)      | Platzierung |
| ------------------------------ | ----------- |
| Vereinigte Staaten (Billboard) | 143         |

### Auszeichnungen für Musikverkäufe
Man on the Moon: The End of Day verkaufte sich in der ersten Woche in den USA 104.000 Mal. Inzwischen wurde das Album in den Staaten mehr als 4 Millionen Mal verkauft, was vierfach Platin entspricht.
| Land/Region                  | Auszeichnungen für Musikverkäufe (Land/Region, Auszeichnung, Verkäufe) | Verkäufe  |
| ---------------------------- | ---------------------------------------------------------------------- | --------- |
| Dänemark (IFPI)              | Gold                                                                   | 10.000    |
| Neuseeland (RMNZ)            | 2× Platin                                                              | 30.000    |
| Vereinigte Staaten (RIAA)    | 4× Platin                                                              | 4.000.000 |
| Vereinigtes Königreich (BPI) | Gold                                                                   | 100.000   |
| Insgesamt                    | 2× Gold · 6× Platin ·                                                  | 4.140.000 |